# Glavočić balearski
Glavočić balearski (lat. Odondebuenia balearica) riba je iz porodice glavoča (lat. Gobiidae). Ova mala ribica naraste samo do 3,2 cm duljine, a živi na koraljnom dnu, na dubinama od 20-70 m, među koraljima i algama. Duguljastog je tijela crvene boje s okomitim prugama po njemu

## Rasprostranjenost
Glavočić balearski živi samo u Mediteranu, tj on je endemska vrsta Mediterana.

## Poveznice
|  | Zajednički poslužitelj ima još gradiva o temi Glavočić balearski |
|  | Wikivrste imaju podatke o taksonu Glavočić balearski             |